# 葡萄酒广场
葡萄酒广场（Weinplatz）是瑞士苏黎世老城区的一个广场，位于市政厅桥西堍，林登霍夫山东南山麓，大教堂庭院以北。

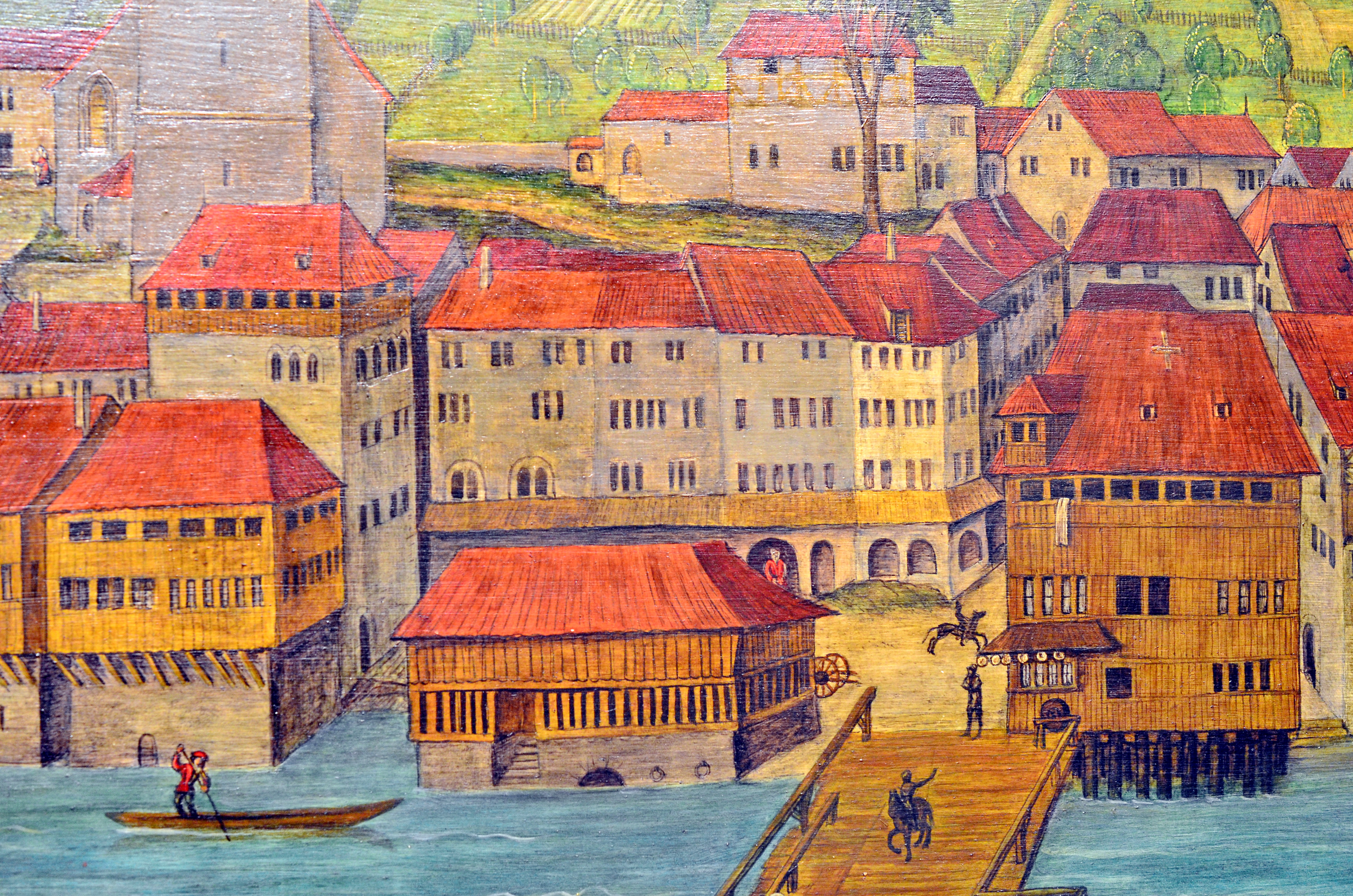

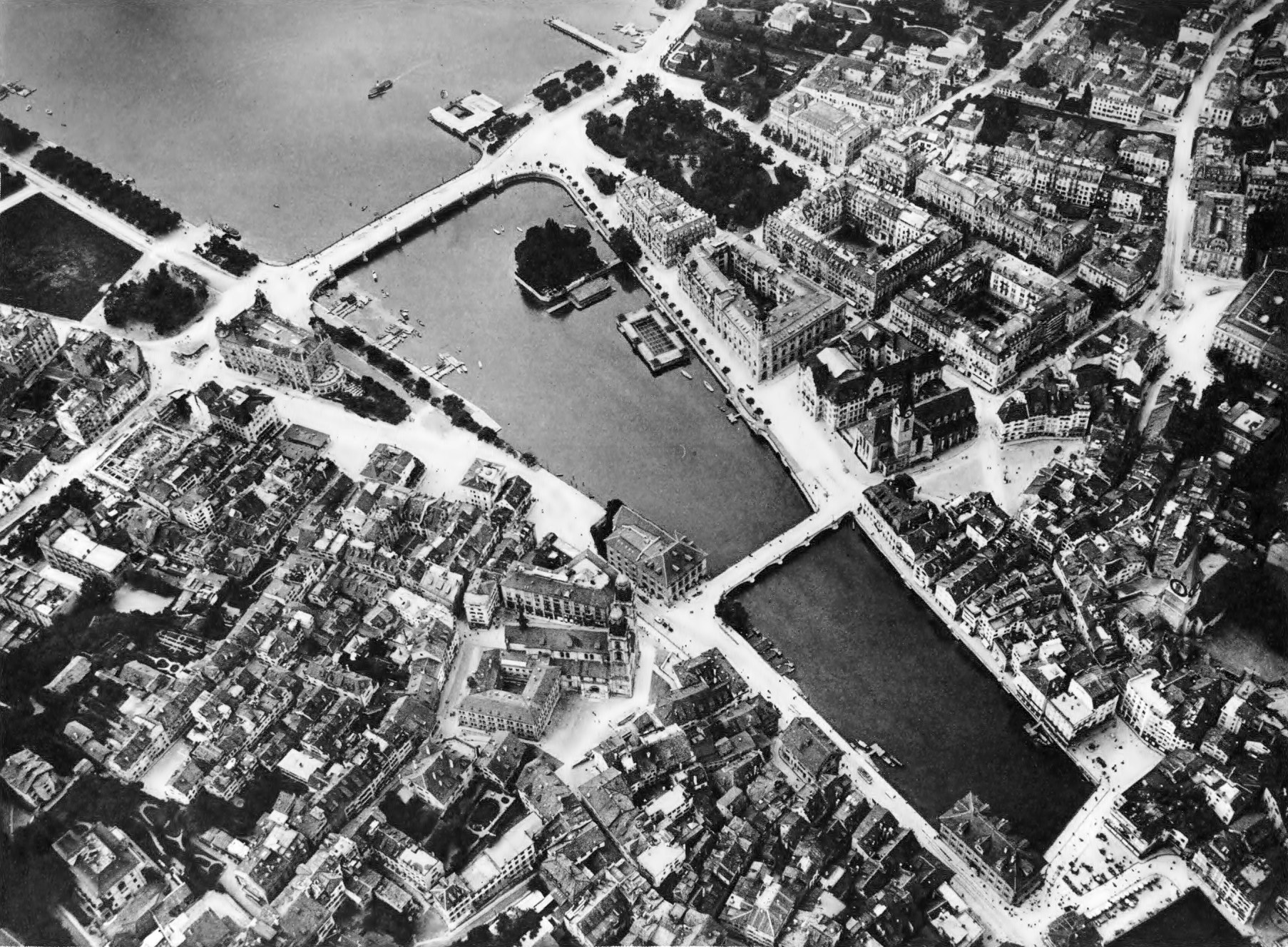
码头桥、大教堂桥和市政厅桥, c. 1895

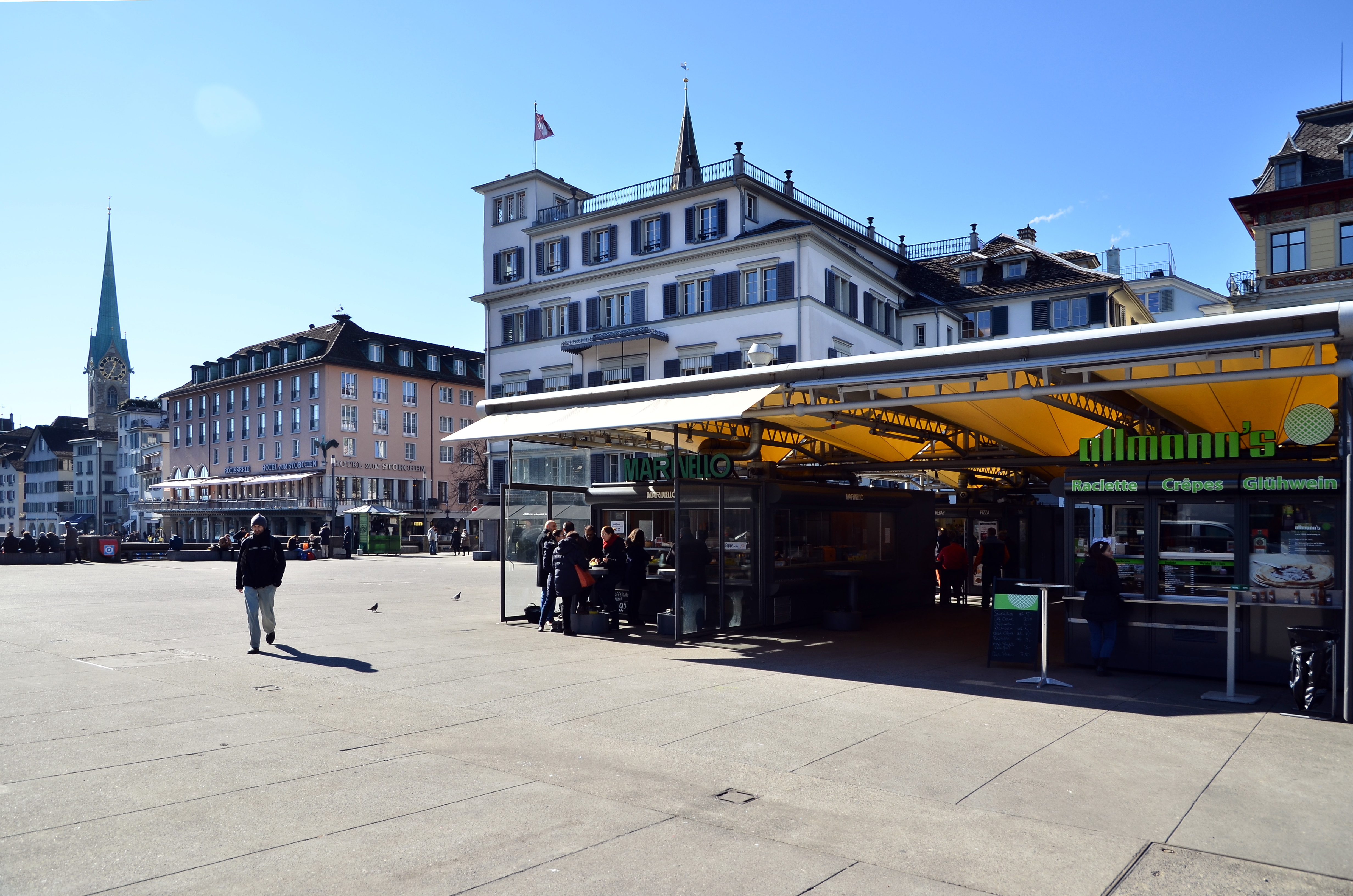
葡萄酒广场和市政厅桥

葡萄酒广场是苏黎世老城步行区的一部分，公共交通有2路、4路、15路电车。通常禁止私人交通。